# Margot Brinkhaus
Margot Brinkhaus (* 1929 in Gladbeck; † 2021 in Gelsenkirchen) war eine deutsche Handweberin und Textilkünstlerin.

## Leben
Margot Brinkhaus war die jüngste Tochter des Stellmachers und Wagenfabrikanten Heinrich W. Brinkhaus. Die Schulzeit verbrachte sie in Gladbeck und Weimar. 1945 zog sie nach Römhild, Kreis Hildburghausen, und erlebte dort das Kriegsende. Die Mittlere Reife erhielt sie nach Kriegsende zuerkannt. Sie machte zunächst eine Ausbildung zur ländlichen Hausarbeitsgehilfin auf dem Mönchshof in Römhild unter dem damaligen Besitzer Karl Hamann, zu der Zeit Abgeordneter des Thüringer Landtages. 1946 zog sie wieder in das elterliche Haus in Gladbeck.
1949 begann sie eine Lehre in der Handweberei Maria Schräder in Telgte/Westfalen, die sie 1951 mit der Gesellenprüfung abschloss. Nach einer Tätigkeit in einer Kleiderfabrik in Gladbeck studierte sie von 1953 bis 1955 an der Werkkunstschule Münster in der Abteilung Textil bei Hedwig Klöckner-Triebe. Nach Arbeiten in zwei Paramentenwerkstätten schloss sie ein 1956 ein zweisemestriges Studium an der Werkkunstschule Krefeld, Abteilung „Gewebe“ an und legte anschließend 1957 in Düsseldorf die Prüfung zur Meisterin im Weberhandwerk ab.
1959 begann sie eine prägende Tätigkeit in der Paramentenwerkstatt des Klosters St. Klara in Stans, Kanton Nidwalden/Schweiz. Unter der Leiterin der Werkstatt, Sr. Augustina Flüeler, leitete sie das Webatelier, in dem die Stoffe für die Entwürfe von Sr. Augustina hergestellt wurden.
1965 konnte Helmut Kaldenhoff sie für die Kölner Werkschulen gewinnen. Sie begann dort ihre Tätigkeit als Technische Lehrerin in der Abteilung Textile Künste. In ihre Dienstzeit fiel dort 1971 die Eingliederung der Kölner Werkschulen als Fachbereich Design in die Fachhochschule Köln und 1991 die Umstrukturierung zur Köln International School of Design in der Technischen Hochschule Köln. Dort lehrte sie im Fachbereich Restaurierung und Konservierung von Kunst- und Kulturgut.
1993 schied sie aus dem Dienst aus und richtete sich in ihrem Elternhaus in Gladbeck ein Atelier ein.
Margot Brinkhaus’ Schwestern waren die Silberschmiedin Thea Brinkhaus (1925–2011) und die Keramikerin Irene Griepentrog-Brinkhaus (1924–1991), Ehefrau des Malers Hans Griepentrog. 1989 fand unter dem Titel Kunst und Kunsthandwerk aus einem Haus eine katalogbegleitete Ausstellung zu dieser Künstlerfamilie in der Städtischen Galerie im Rathauspark in Gladbeck statt.

## Ausstellungen (Auszug)
- 1969 ADK Landesausstellung

Margot Brinkhaus: „Totes Meer“ (Stabdoppelgewebe, Seide)

- 1975 Ars Sacra ’75. Köln, Paderborn
- 1976 Herbstausstellung Kölner Kunsthandwerker
- 1977 Exempla ’77, Handwerk und Kirche. 29. Internationale Handwerksmesse München
- 1978 Kunsthandwerk in Köln
- 1978 Liturgische Kleidung, München. Deutsche Gesellschaft für Christliche Kunst e. V.
- 1981 manu factum ’81, Bielefeld
- 1981 „Textile Bilder“ im Historischen Rathaus Köln[6][7]
- 1981 GEDOK Köln, Arbeitsgruppe Kunsthandwerk
- 1981 Kunsthandwerk in Köln, ADK Köln
- 1982 ADK Köln[8]
- 1982 III. Biennale der Deutschen Textilkunst. Deutsches Textilmuseum Krefeld
- 1983 Internationale Textilkunst ’83. Städtische Galerie Paderborn
- 1983 Manu Factum ’83. Städtisches Museum Wesel
- 1983 Tilburg Niederländisches Textilmuseum. (Manu Factum ’83)
- 1983 Minitextilkunst Hannover. Handwerksforum Hannover
- 1984 Zeitgenössisches Deutsches Kunsthandwerk, Triennale 1984. Kestner-Museum Hannover
- 1985 4. Biennale der deutschen Tapisserie. Museum für Kunst und Gewerbe Hamburg[9][10][11]
- 1985 Gestaltendes Handwerk. Heimathaus Warendorf
- 1985 Manu Factum ’85. Schloss Cappenberg
- 1986 Gladbecker Kunstschaffende VIII, Wasserschloss Wittringen, Gladbeck
- 1986 Textilkunst in Köln-heute. Ausstellungsraum der Handwerkskammer zu Köln[12]
- 1987 Manu Factum ’87. Landesmuseum Volk und Wirtschaft, Düsseldorf
- 1987 Galerie für Textile Kunst Brigitte Wenger, Steinenbronn
- 1988 Kölner Kunsthandwerk. Ausstellungssaal der Handwerkskammer zu Köln
- 1988 Europäisches Kunsthandwerk 1988, Bundesverband Kunsthandwerk e. V., Haus der Wirtschaft, Stuttgart.
- 1989 Kunst und Kunsthandwerk aus einem Haus. Städtische Galerie im Rathauspark, Gladbeck
- 1990 Angewandte Kunst Köln. Maternus-Haus Köln
- 1990 Kölner Künstlerinnen und Künstler, ADK Köln, Rathaus Köln[13]
- 1992 Inspirationen aus Nordrhein-Westfalen, Haus des Deutschen Handwerks, Bonn
- 1992 Galerie für textile Kunst Brigitte Wenger, Steinenbronn
- 1993 Rheinische und russische Textilkunst, Handwerkskammer zu Köln
- 1995 Manu Factum ’95. Museum für Angewandte Kunst Köln
- 1996 Angewandte Kunst für den sakralen Raum, Kreishandwerkerschaft Bochum
- 1997 Angewandte Kunst Köln, Galerie Kunsthandwerk, Handwerkskammer zu Köln

## Werke
- Pfarrei St. Elisabeth Köln-Höhenberg: Einband eines Evangeliars mit Zeichnungen von Rolf Koller[14]
- Museum für Angewandte Kunst Köln
- LWL-Museum Textilwerk, Bocholt

## Auszeichnungen
- 1987 Staatspreis für das Kunsthandwerk in Nordrhein-Westfalen[15][16]
- 1987 Ehrenplakette der Handwerkskammer zu Köln
- 2005 Ehrenring der Interessengemeinschaft Handweberei e.V.